# Ribe Station
Ribe Station er en dansk jernbanestation i Ribe. Der standser tog, som kører mellem Esbjerg og Tønder.

## Historie
Forslaget om en jernbane mellem Bramming og Ribe blev forelagt Folketinget d. 18. december 1872, af indenrigsminister Fonnesbech.
3. behandlingen afsluttes med vedtagelse d. 15. marts 1873 og d. 4. april vedtog Landstinget loven ved 3. behandling.
Kong Kristian d. 9. underskrev loven d. 16. april 1873.
Efter at udbudsarbejdet var afsluttet i slutningen af 1873, gik man straks i gang med at arbejde på jernbanen.
30. april 1875 åbnede den nye jernbane mellem de to byer.
På dette tidspunkt er Ribe det sydligste punkt af Danmark med grænsen til Tyskland lige syd for ved Hviding. Først i 1887 arbejdede man på at føre jernbanen længere syd på fra Ribe.

## Bygninger
Ud over stationsbygningen ved Dagmarsgade, består stationsområdet også af en remise ved Seminarievej og et pakhus ved Rosen Alle. Hovedbygning og pakhus, der begge er fredede, tegnedes i 1874-1875 af N.P.C. Holsøe.
- Det fredede pakhus på Rosen Alle
- Remisen, der siden 2020 har huset Ribe Bryghus
- 200 m syd for stationen er en gammel jernbanebro over Ribe Å

## En model af baneterrænet anno 1929
Tre Ribe-borgere har i årtier arbejdet på en model af baneterrænet ved Ribe station, som det så ud i 1929. Dette giver et unikt indblik i, hvordan det har set ud i forhold til, hvad der er tilbage i dag.